# Ingrid Parent
Ingrid Parent és una bibliotecària canadenca que va ser presidenta de la Federació Internacional d'Associacions i Institucions Bibliotecàries entre 2009 i 2011.

## Biografia

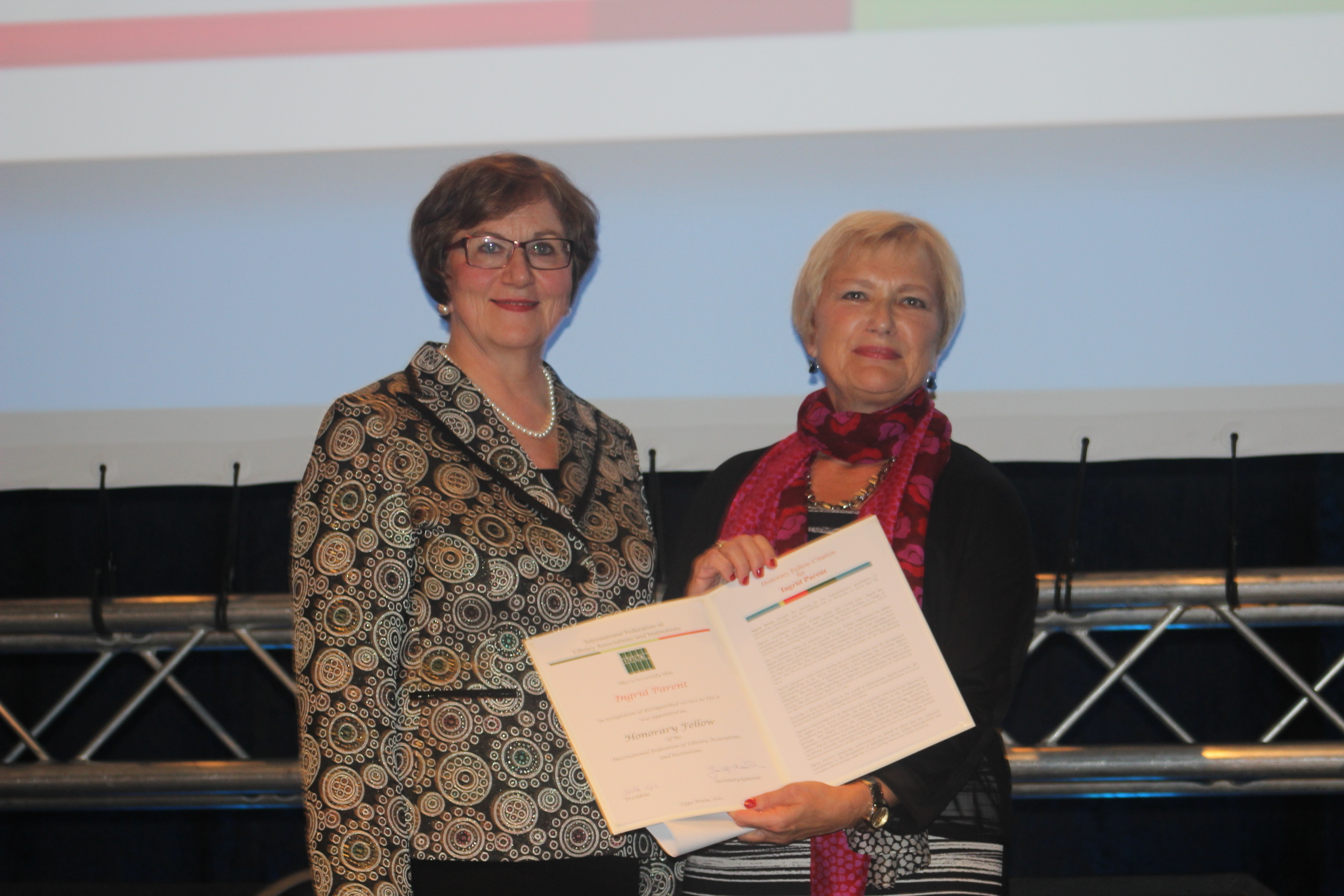
Les presidentes de l'IFLA Sinikka Sipilä i Ingrid Parent

Parent va ser bibliotecària universitària a la Universitat de la Colúmbia Britànica entre 2009 i 2016. Entre 1994 i 2004 va ser directora general d'Adquisicions i Serveis Bibliogràfics a l'antiga Biblioteca Nacional del Canadà, abans de convertir-se en l'assistent adjunta del ministre de Patrimoni Documental, Biblioteca i Arxius del Canadà, responsable del desenvolupament, descripció i preservació del patrimoni documental del Canadà, de 2004 a 2009.
Parent ha representat el Canadà a la Federació Internacional d'Associacions de Biblioteques i Biblioteques - IFLA. El juny de 2009, l'IFLA va anunciar que Parent havia estat elegida presidenta electa per al període 2009-2011 i presidenta per al període 2011-2012, amb 895 vots. L'altre candidat, el mexicà Jesús Lau, va obtenir 844 vots.
És la segona bibliotecària de la UBC que ha tingut una carrera a escala nacional després de William Kaye Lamb.